# Ciklični nukleotid
Ciklični nukleotid je svaki nukleotid u kome je fosfatna grupa vezana za dve šećerne hidroksilne grupe, formirajući cikličnu ili prstenastu strukturu.
Primeri cikličnih nukletida su:
- ciklični AMP
- ciklični GMP
- ciklična ADP-riboza

Ovi molekuli su sekundarni glasnici u G proteinskoj i kalcijumskoj signalizaciji.

## Literatura
- Даринка Кораћевић; Гордана Бјелаковић; Видосава Ђорђевић. Биохемија. савремена администрација.  978-86-387-0622-8.

## Spoljašnje veze
- Nucleotides,+Cyclic на 